# Mu Herculis
Mu Herculis si trova a circa 27 anni luce di distanza dal Sistema solare ed è una stella di classe spettrale G5-IV, e si tratta, in realtà, di un sistema stellare triplo, o forse quadruplo. La sua magnitudine apparente è +3,42

## Sistema stellare

### Mu Herculis A
La principale è una stella subgigante, con massa paragonabile al Sole, a differenza di questo però ha terminato da poco la fusione dell'idrogeno nel suo nucleo, e si prepara a diventare una vera e propria gigante. Il suo raggio è già aumentato a 1,8 volte quello del Sole, e la sua luminosità, considerando la radiazione infrarossa emessa, è 2,7 volte quella solare.
Il suo periodo di rotazione è di appena 4,3 giorni, visto che la velocità di rotazione è 10 volte quella del Sole, e come conseguenza, la stella mostra una forte attività magnetica ed è una fonte di raggi X.
Si è ipotizzato che la principale tenga una compagna molto stretta, di massa del 20% di quella solare e con un periodo orbitale di 65 anni, tuttavia questa ipotesi non è stata pienamente confermata.

### Mu Herculis B e C
A circa una distanza di 286 U.A. dalla principale si trova una coppia di nane rosse, che ruotano attorno ad A in un periodo superiore ai 3000 anni.
Entrambe sono piccole e fredde stelle di tipo spettrale M3 ed M4; hanno una massa inferiore ad un terzo di quella del Sole, B è leggermente più grande, con un raggio della metà di quello solare, contro lo 0,4 di C, e di conseguenza è leggermente più luminosa (0,005 contro 0,003).
Le due stelle ruotano una attorno all'altra ad una distanza media di 11,4 UA, impiegando 43 anni per effettuare una rivoluzione completa attorno al comune centro di massa.

## Il cielo visto da Mu Herculis
Escludendo 2 deboli nane rosse, Vega, a poco più di 7 anni luce, sarebbe la stella più vicina al sistema di Mu Herculis, e sarebbe di gran lunga la stella più brillante del cielo, vista da un ipotetico pianeta orbitante attorno ad una delle stelle del sistema. Con una luminosità che arriverebbe a -2,75, Vega sarebbe più brillante di Giove visto dalla Terra. Più brillante anche Arturo, che supererebbe Canopo in brillantezza, mentre il Sole, al contrario, apparirebbe come una debole stellina di quarta magnitudine, non molto lontana da Sirio, che a 35 anni luce, avrebbe una magnitudine di +1,65.